# Pašman (minolovac)
Mosor (ranije Pašman i MT134) bio je minopolagač/minolovac, čija je izgradnja započelaAustro-ugarska ratna mornarica 1917. Uspješno ga nasljeđuje jugoslavenska mornarica, talijanska mornarica, a na kraju Ratna mornarica NDH. 

## Klasa Malinska
Krajem 1917. položene su kobilice za 14 minopolagača klase MT za Austro-ugarsku mornaricu u Kraljevici. No, do kraja Prvog svjetskog rata završena su samo tri broda. 1920. dodijeljeni su talijanskoj ratnoj mornarici, gdje su služili kao klasa Albona. Preostali nedovršeni brodovi su hrđali na dokovima, a tek 1931. pet ih je dovršeno za potrebe Jugoslavenske kraljevske ratne mornarice. Uz Mosor, to su bili brodovi Marjan, Malinska, Meljine i Mljet. Čitava klasa nazvana je Malinska.
1939. svi su prošli kroz modernizaciju, kad su im dodani topovi Škoda 66/30 i 47/44.

## Ratna djelovanja
Mosor je s ostalim brodovima njegove klase zarobio Treći Reich u Boki kotorskoj 17. travnja 1941. te je dodijeljen Italiji. Talijanska mornarica ga je preimenovala u Pašman. U rujnu 1943., nakon kapitulacije Italije, Pašman su zarobili Nijemci i dodijelili Mornarici NDH. Dana 31. prosinca 1943. nasukao se u uvali Kozja draga u blizini otoka Ista. Dana 5. siječnja 1944. nasukani "Pašman" zauzela je posada partizanskog broda NB3, a 13. siječnja su ga deifinitivno uništili.